# Dick Drago
Dick Drago è stata una serie a fumetti pubblicata in Italia nel 1994 dalla casa editrice Fenix; la serie è un bonellide, ovvero una pubblicazione stampata nel cosiddetto "formato Bonelli" edita da case editrici differenti dalla Sergio Bonelli, e il personaggio rientra nel novero degli epigoni di Dylan Dog, un personaggio protagonista di una serie a fumetti che nei primi anni novanta ebbe un clamoroso successo editoriale che portò diversi editori a proporre serie a fumetti con caratteristiche simili. Oltre alla caratterizzazione del personaggio e alle tematiche affrontate, anche la veste editoriale dell'albo era simile a quella di Dylan Dog. La serie, nonostante la breve vita editoriale, la qualità non eccelsa e per le analogie con Dylan Dog, è divenuta negli anni oggetto di culto.

## Il personaggio
Dick Drago è un personaggio dei fumetti, ritenuto, da parte della critica, fortemente ispirato a Dylan Dog. Il quinto senso e mezzo dell'Indagatore dell'Incubo è qui sostituito da un non meglio precisato potere paranormale la cui manifestazione viene resa graficamente con lo scintillio degli occhi del protagonista. L'esclamazione di Dylan Dog, "Giuda Ballerino!" è sostituita da Dick Drago con "Brisk!" perché è un appassionato di briscola nonostante non riesca a vincere mai una partita. Entrambi usano la stessa pistola, una 1889 Bodeo.
Dick Drago è un giornalista dotato di poteri paranormali che gli fanno avvertire strani presagi. Le vicende nelle quali si muove ilprotagonista lo vedono sempre trionfare e, proprio come Dylan Dog, ha grande successo con le donne. Una minima differenziazione con Dylan Dog è la relazione sentimentale stabile, introdotta a partire dal numero 6, che Drago stabilisce con July Dickinson, una bella fotografa del New York Times, che diventerà l'unico personaggio fisso della serie insieme al direttore del giornale. Altra differenza tra il giornalista e l'indagatore dell'incubo sta anche nella predilezione di Dick Drago per le bevande alcoliche (lo si vede infatti spesso sorseggiare una birra in tutti gli albi), mentre invece Dylan Dog è un ex alcolizzato che non beve più. In ogni storia ci sono dei flashback che raccontano il passato dell'avversario di turno.

## Storia editoriale
L'ideazione ed il soggetto sono di Patrizia D'Agostino (direttore responsabile della testata). La sceneggiatura è di Giovanni Mandelli, i disegni di Augusto Chizzoli e le chine di Carmine Savinelli. Le copertine sono di Michele Marsan e in seguito di Alfredo Nocerino.
La serie venne pubblicata per 9 numeri, fino al settembre 1994 e poi seguirono, a tiratura limitata, i numeri 10 e 11 (novembre 1994 e gennaio 1995) in un formato di dimensioni maggiori. Altri due racconti brevi di 21 pagine  (Il cieco e Inferno) vennero editi sulla rivista Gli imbattibili. Infine ci fu un tentativo di salvare la serie, cambiandone il nome in "Dick Damon", svecchiando il look dei personaggi. A causa della morte di Augusto Chizzoli, disegnatore dei primi nove numeri, venne incaricato un nuovo staff di disegnatori fra i quali Fabrizio Fiorentino, Gianni Sedioli e Umberto Sammarini. Di questa nuova versione venne pubblicato solo il numero zero, Metamorfosi.

### Episodi
1. La casa del mistero
2. Le tombe della luna piena
3. Il mistero etrusco
4. L'urlo dei pleniluni
5. Il rito maledetto
6. Il sarcofago insanguinato
7. La cattedrale delle acque morte
8. L'uncino maledetto
9. Il cristallo del terrore
10. Il popolo dell'abisso
11. Le armature del demonio